# Silhouetten-Schnittverfahren

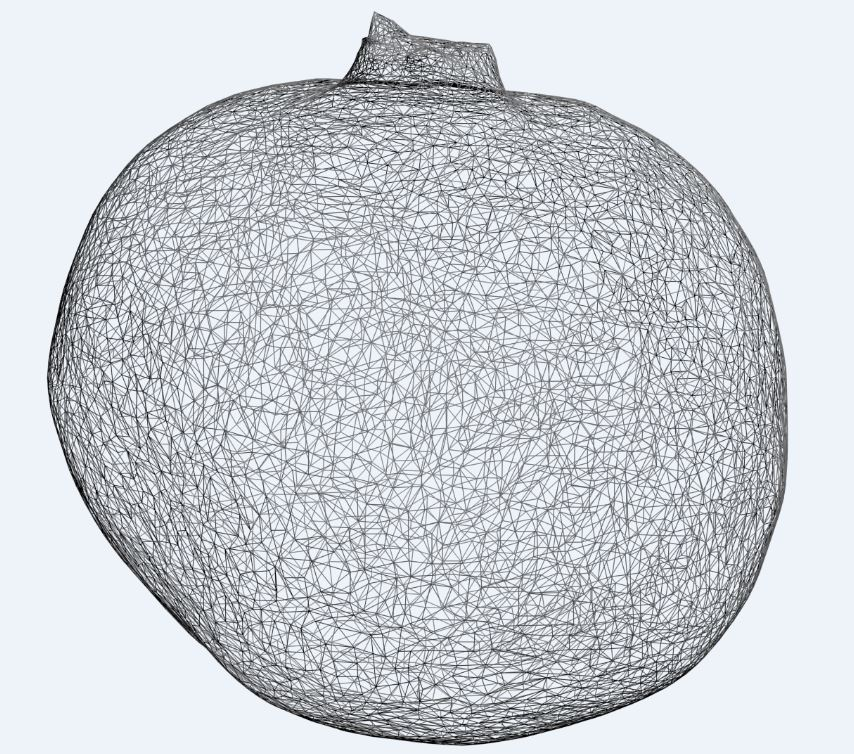
Beispiel Polygonennetz

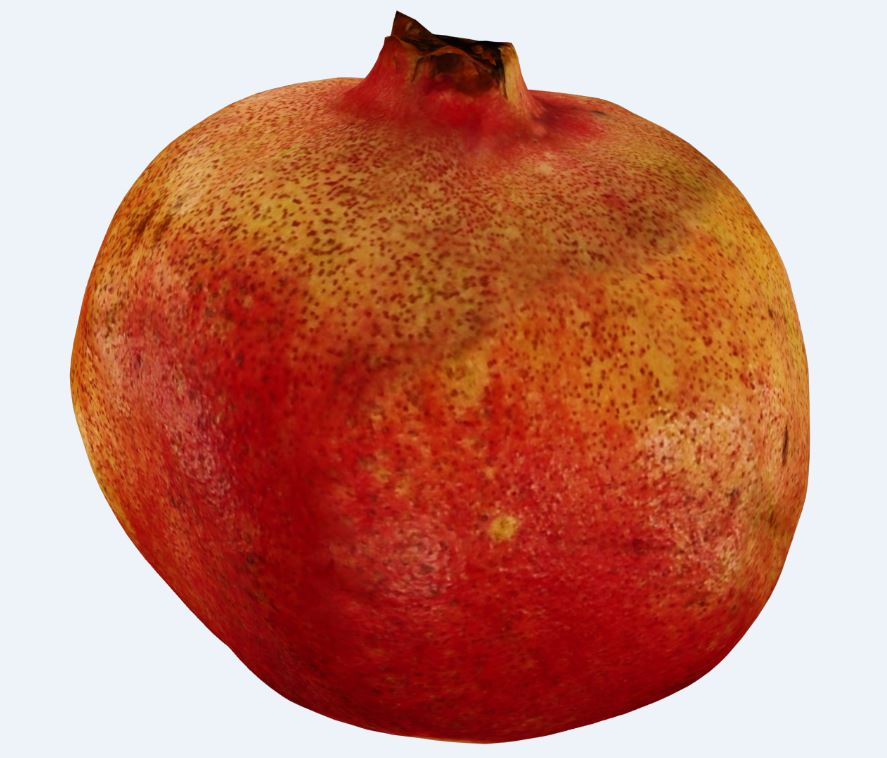
Beispiel Belegung Echttextur

GIF Animation Beispiel zur schrittweise Erstellung eines lebensechten 3D-Objekts

Als Silhouetten-Schnittverfahren wird ein Verfahren bezeichnet, das die Gewinnung einer digitalen 3D-Rekonstruktion einer beliebigen Objektform aus digitalen Bildern ermöglicht.
Dabei werden über mindestens zwei Achsen Bilder aus vorgegebenen Positionen rund um das Objekt aufgenommen. Die Einzelaufnahmen erfolgen digital mit einer oder mehreren Kameras, die dabei entweder fest vor dem Drehteller installiert sind, auf welchem sich das Objekt befindet, oder über bestimmbare Positionen um das Objekt herumgeführt werden. So erfolgt jede Bildaufnahme aus einem definierten Winkel, bis das Objekt von allen Seiten erfasst ist.
Die digitale 1:1-Rekonstruktion der Objektform erfolgt grundsätzlich in drei Schritten (s. Bild 3). Im ersten Schritt kann durch die Bestimmung des Raumes unter Vornahme der Kameraeinstellung, -ausrichtung und -positionierung und mithilfe eines Kalibriermusters die Kenntnis über den Raum gewonnen werden. Im zweiten Schritt werden die foto-optisch erfassten Objekte ähnlich einem Scherenschnitt freigestellt und durch Segmentierung der Eingangsbilder aus Objektsilhouetten die Objektform rekonstruiert. Das Objekt wird dabei als Dreiecksnetz, sogenanntes Polygonnetz (s. Bild 1), dargestellt. Im dritten Schritt werden die Polygonen manuell oder automatisiert mit künstlicher Textur oder der Fototextur belegt(s. Bild 2). Wird bei Verwendung der Fototextur ein homogener Gesamteindruck erreicht, erscheint das rekonstruierte Objekt lebensecht.
Mittels Silhouetten-Schnittverfahren erstellte lebensechte 3D-Objekte stellen einen wesentlichen Baustein für das sogenannte „Internet der Dinge“ dar und werden als grundlegende Voraussetzung für lebensechte Welten, Räume, Objekte und Augmented Reality in 3D verstanden.